# 16-та бригада армійської авіації (РФ)
16-та гвардійська бригада армійської авіації — тактичне з'єднання Армійської авіації ПКС Російської Федерації.
Умовне найменування — Військова частина № 12628 (в/ч 12628). Скорочене найменування — 16 гв. браа (16 браа).
16-та гвардійська бригада армійської авіації дислокується на аеродромі Зерноград і перебуває у складі 4-ї армії ВПС та ППО.

## Історія
16-ту бригаду армійської авіації (в/ч 12628) створено 1 грудня 2015 року на основі 546-ї авіабази армійської авіації, що дислокувалася на аеродромі Ростов-на-Дону (Центральний). Пізніше бригада була переміщена на аеродром Зерноград біля однойменного міста Ростовської області.
27 квітня 2023 року Указом Президента Російської Федерації № 308 бригаді присвоєно найменування «гвардійська».